# Cantonul Nérac
Cantonul Nérac este un canton din arondismentul Nérac, departamentul Lot-et-Garonne, regiunea Aquitania, Franța.

## Comune
- Andiran
- Calignac
- Espiens
- Fréchou
- Moncaut
- Montagnac-sur-Auvignon
- Nérac (reședință)
- Saumont